# Рид, Чарльз
Чарльз Рид (англ. Charles Reade; 8.VI.1814, Ипсден, Оксфордшир, — 11.IV.1884, Лондон) — английский романист и драматург, чрезвычайно популярный в третьей четверти XIX века как в Англии, так и в России, основательно забытый к началу XX века.

## Биография
Чарльз Рид родился в г. Ипсдене, Оксфордшир, в семье сквайра Джона Рида (John Reade) и Энн-Мари Скотт-Уоринг (Anne Marie Scott-Waring), кроме него в семье было ещё четыре сына. Образование Рид получил в Оксфордском университете (Колледж Магдалины), защитив степень бакалавра в 1835 году. В 1847 году защитил там же степень доктора гражданского права (D. C. L.). В 1836 Рид становится членом общества адвокатов Линкольнс-Инн. Рид до конца своей жизни сохранил связь с Оксфордом, но после получения учёной степени большую часть времени проживал в Лондоне. Уильям Уинвуд Рид, известный английский историк, приходился ему племянником.

## Литературное творчество
Характеризуя особенности литературного творчества Рида советский литературовед Борис Кузьмин писал::
...Рид, как и Элиот, стремится сделать роман "научным" в позитивистском смысле слова. При этом превыше всего он ставит усердное накопление мелких фактов и педантическое их описание, пренебрегая их отбором и обобщением. ...
... Рид, подменявший реалистическую типизацию документированием частных, отдельных фактов, может считаться первым английским натуралистом. Подзаголовок многих его книг — "роман фактов" (a matter of fact romance).

... Рид был адвокатом, и это давало ему в руки множество фактов, которые он приводил в своих романах. Кроме личного опыта, он чрезвычайно ценил документальный материал и очень гордился своими папками с газетными вырезками, подтверждавшими приведённые им в романах данные, и записными книжками, снабжёнными указателями, — по ним он мог в любое время найти нужный факт.)

## Сочинения

### Пьесы
- Женская война (Ladies Battle, 1851);
- Анджело (Angelo, 1851);
- Маски и лица (Masks and faces, 1852);
- Золото (Gold, 1853)

### Романы
- Пэг Уоффингтон (Peg Woffington, 1853);
- Кристи Джонстон (Christie Johnstone, 1853):
- Никогда не поздно исправиться (It is never too late to mend, 1856);
- Путь истинной любви никогда не был гладким (The Course of True Love Never Did Run Smooth, 1857);
- Невинная ложь (White lies, 1857);
- Автобиография вора (Autobiography of a thief, 1858, повесть об ограблении поезда);
- Мастер на все руки (Jack of all trades, 1858, повесть о слоне Мадемуазель ДиДжек);
- Монастырь и любовь (The cloister and the hearth,);
- Люби меня мало, Люби меня долго (Love me little, love me long, 1959);
- Тяжелые деньги (Hard Cash, 1863);
- Гриффит Гант (Griffith Gaunt, 1866);
- Поставьте себя на его место (Put yourself in his place, 1870);
- Роковое искушение (A terrible temptation,1871);
- Простушка (A Simpleton, 1871);
- Вельможный бродяга (Charles Reade, 1873);
- Торговая злоба (Trade malice, 1875);
- Женский ненавистник (The woman hater, 1877).